# Simon Harcourt, 1. Viscount Harcourt

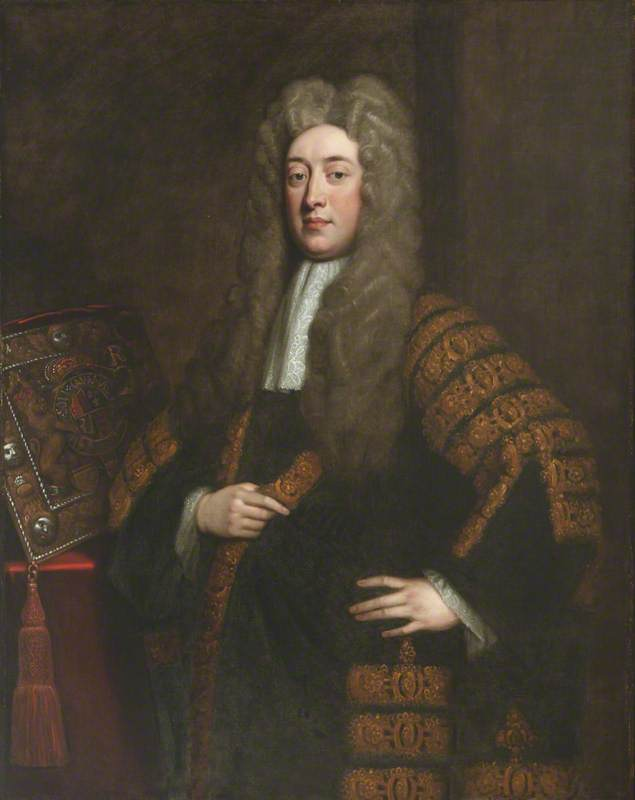
Simon Harcourt, Porträt von Godfrey Kneller

Simon Harcourt, 1. Viscount Harcourt (* 1661 in Stanton Harcourt, Oxfordshire; † 28. Juli 1727 in Harcourt House, Cavendish Square, London) war ein englisch-britischer Tory-Politiker und Lordkanzler.

## Leben

### Herkunft und Ausbildung
Simon Harcourt wurde vermutlich im Dezember 1661 in Stanton Harcourt, Oxfordshire, geboren. Seine Eltern waren Sir Philip Harcourt und dessen erste Ehefrau Anne Waller. Aus der zweiten Ehe seines Vaters mit Elizabeth Lee hatte er vier Brüder und vier Schwestern. Beim Tod seines Vaters 1688 erbte er die Anwesen der Familie.
Harcourt wurde zunächst an einer Schule in Shilton, Oxfordshire, ausgebildet, bevor er sich 1677 am Pembroke College der Universität Oxford einschrieb. Zwei Jahre später wurde ihm der Bachelor of Arts verliehen. Sein Jurastudium absolvierte er im Inner Temple und erhielt 1683 seine Zulassung als Barrister.

### Karriere
Von Juni bis Dezember 1687 sowie von Oktober 1689 bis April 1711 war Harcourt Recorder von Abingdon in Oxfordshire. Bei den englischen Parlamentswahlen 1690 wurde er zum Tory-Abgeordneten für Abingdon in das House of Commons gewählt. 1701 wurde er vom Unterhaus beauftragt, das Amtsenthebungsverfahren gegen John Somers, 1. Baron Somers, durchzuführen. 1702 wurde er zum Solicitor General ernannt und von Königin Anne zum Knight Bachelor geschlagen. Im gleichen Jahr wurde er ihm von der Universität Oxford die Doktorwürde verliehen. Im Rahmen der Parlamentswahlen 1705 wurde er Abgeordneter für Bossiney in Cornwall und Kommissionsmitglied bezüglich der Union Schottlands und Englands, welche er stark beförderte. 1707 wurde Harcourt zum Attorney General ernannt, trat im darauffolgenden Jahr jedoch zurück, als sein Freund Robert Harley entlassen wurde. Von 1708 bis 1710 war er Parlamentsabgeordneter für Cardigan.
Ab 1710 wurde Harcourt erneut Parlamentsabgeordneter für Abingdon und wurde im September ein zweites Mal zum Attorney General ernannt. Im Oktober wurde er Lord Keeper of the Great Seal und fungierte kraft seines Amtes als Vorsitzender des House of Lords. Am 3. September 1711 wurde er als Baron Harcourt, of Stanton Harcourt in the County of Oxford, zum erblichen Peer erhoben, im April 1713 wurde er Lordkanzler.
1710 hatte Harcourt das Anwesen Nuneham Courtenay in Oxfordshire erworben, hielt sich jedoch für gewöhnlich in Cokethorpe nahe Stanton Harcourt auf, wo er auch einmal von Königin Anne auf einem Staatsbesuch besucht wurde.
Bei den Friedensverhandlungen von Utrecht nahm Harcourt eine wichtige Rolle ein. Es gibt zwar keine ausreichenden Beweise für die Behauptungen der Whigs, dass Harcourt verräterische Beziehungen zum Thronprätendenten James Stuart unterhielt, nach der Thronbesteigung Georgs I. wurde er jedoch seines Amtes enthoben und zog sich nach Cokethorpe zurück, wo er die Gesellschaft von Literaten wie Jonathan Swift, Alexander Pope und Matthew Prior genoss.
1717 versuchte er die Amtsenthebung seines Freundes Harley zu verhindern, 1723 gelang es ihm, eine Begnadigung für einen anderen politischen Freund, Lord Bolingbroke, zu erwirken. Am 11. September 1721 wurde Harcourt zum Viscount Harcourt erhoben und kehrte in den Privy Council zurück, sodass er des Öfteren während der Abwesenheit des Königs Teil des Regentschaftsrates war.
Simon Harcourt starb in Harcourt House in London und wurde am 4. August 1727 in Stanton Harcourt beigesetzt.

## Ehen und Nachkommen
In erster Ehe heiratete Harcourt am 18. Oktober 1680 in St Marylebone Rebecca Clarke († 1687), die Tochter von Rev. Thomas Clarke, dem Kaplan seines Vaters. Der Ehe entstammten folgende Kinder:
- Hon. Simon Harcourt (1684–1720), ⚭ Elizabeth Evelyn;
- Hon. Anne Harcourt ⚭ John Barlow;
- Philip Harcourt († jung);
- Walter Harcourt († jung);
- Hon. Arabella Harcourt ⚭ Herbert Aubrey.

In zweiter Ehe heiratete Harcourt Elizabeth Spencer († 16. Juni 1724). Die Ehe blieb kinderlos.
In dritter Ehe heiratete er am 30. September 1724 Elizabeth Vernon († 12. Juli 1748). Die Ehe blieb kinderlos.
Da er alle seine drei Söhne überlebte, erbte sein Enkel Simon Harcourt (1714–1777), der einzige Sohn seines Sohnes Hon. Simon Harcourt seine Adelstitel als 2. Viscount Harcourt. Dieser wurde 1749 zum Earl Harcourt erhoben.